# Hlemýžď pruhovaný
Hlemýžď pruhovaný (Helix thessalica) je druh suchozemského plže z čeledi hlemýžďovitých (Helicidae) vyskytující se také na území České republiky. Do roku 2016 nebyl druh rozlišován od blízce příbuzného a podobného hlemýždě zahradního (Helix pomatia).

## Objev a nomenklatura
Formálně byl druh popsán již v roce 1886, kdy německý zoolog Oskar Böttger na základě nepříliš výrazných morfologických znaků odlišil některé balkánské populace hlemýždě zahradního (Helix pomatia) jako samostatný druh. Popis se však neujal a jméno bylo obvykle považováno za jedno z mnoha synonym pro hlemýždě zahradního. Molekulární podstatu morfologických znaků, na jejichž základě byl druh popsán, prokázali až v roce 2016 molekulárněfylogenetické analýzy českých zoologů Ondřeje Korábka, Lucie Juřičkové a Adama Petruska. České jméno hlemýžď pruhovaný bylo autory studie navrženo na základě typického pruhování ulity tohoto druhu.

## Determinační znaky
Odlišení hlemýždě pruhovaného od hlemýždě zahradního není ve většině případů zcela snadné, jednotlivé determinační znaky jsou navíc u obou druhů velice variabilní. Hlemýžď pruhovaný se obvykle vyznačuje několika tmavě hnědými pásky na žlutohnědé ulitě, mohou u něj však také zcela chybět a též je lze v některých případech nalézt i u hlemýždě zahradního. Dalším typickým znakem hlemýždě pruhovaného bývá jemnější rýhování ulity.

## Rozšíření
Hlemýžď pruhovaný se vyskytuje převážně na jihozápadě Balkánského poloostrova, jeho výskyt je zde doložen z Řecka, Severní Makedonie, Albánie, Černé Hory, Kosova, Srbska, Bulharska a Rumunska. Jeho areál dále zasahuje podél Karpat do Maďarska, na Slovensko a také na Moravu. Na území České republiky je znám z údolí řeky Jihlavy mezi Mohelnem a Moravskými Bránicemi (například z NPR Mohlenská hadcová step), dále byl prokázán v nedalekém údolí Oslavy v PR Údolí Oslavy a Chvojnice.